# 津久志村
津久志村（つくしむら）は、広島県世羅郡にあった村。現在の世羅郡世羅町の一部にあたる。

## 地理
- 河川：黒淵川、津口川[2]

## 歴史
- 1889年（明治22年）4月1日、町村制の施行により、世羅郡黒淵村、山中福田村、津口村が合併して村制施行し、津久志村が発足[1][2]。旧村名を継承した黒淵、山中福田、津口の3大字を編成[2]。
- 1890年（明治23年）甲山警察署（現世羅警察署）津久志巡査駐在所開設[2]。1902年（明治35年）津久志巡査部長派出所開設[2]。
- 1908年（明治41年）津久志村産業組合設立[2]。
- 1925年（大正14年）養蚕組合設立[2]。
- 1955年（昭和30年）3月31日、大字山中福田が世羅郡小国村、津名村（一部、大字上津田・下津田・長田）、吉川村（一部、大字中・黒川と吉原の一部）と合併し、町制施行して世羅西町を新設[1][2]。黒淵、津口の2大字となる[2]。
- 1956年（昭和33年）1月15日、世羅郡世羅町に編入され廃止[1][2]。

### 地名の由来
古来、当地方を津久志と称していたとの口碑による。

## 産業
- 農業、養蚕[2]

## 教育
- 1891年（明治37年）津久志尋常高等小学校開校[2]。1909年（明治42年）校舎新築[2]。1920年（大正9年）津久志農業補習学校併設[2]。